# كنان إيجى
جاهد كنان إيجى (بالتركية: Kenan Ece)‏ الشهير ب كنان إيجى ممثل تركي من مواليد 24 كانون الأول 1980 بمدينة دبي بالإمارات العربية المتحدة وبعد أن أنهى دراسته الثانوية في النمسا، توجه إلى الولايات المتحدة الأمريكية لدراسة المسرح والتمثيل هناك، وحصل على شهادته الجامعية من هناك عام 2004.
وفي سنوات الجامعة أدى كنان الكثير من الأدوار المهمة على خشبة المسرح، وقدم الكثير من العروض المسرحية.
بعد أن أنهى كنان دراسته الجامعية في الولايات المتحدة الأمريكية، أمضى أربع سنوات من عمره في العاصمة الأيرلندية دوبلن، وتلقى خلال تلك السنوات دروسًا في التمثيل، وحصل على شهادته في التمثيل من الأكاديمية الأيرلندية السينيمائية.
كان أول ظهور الفنان التركي على الشاشات الصغيرة من خلال دور قدمه في المسلسل الأيرلندي الناجح «المدينة العادلة»، والذي تضمن ظهوره ثلاث عشر حلقات من ذلك المسلسل.
عمل كنان بعد ذلك في المسرح الأيرلندي الحكومي لفترة قصيرة، قرر بعدها العودة إلى وطنه الأم تركيا.
وكانت أول أعمال كنان في تركيا هو بطولة الفيلم الذي أحدث ضجة وقت عرضه في السينيمات «اسأل قلبك» عام 2010 والذي شاركته البطولة فيه النجمة الجميلة «توبا بيوكستون»، وقد أحدث الفيلم ضجة واسعة آنذاك حيث قام بالتطرق إلى مسألة حساسة لدى الكثير من الأتراك ولا سيما المسلمين هناك، حيث تناول الفيلم قصة فتاة مسلمة تقع في حب شاب مسيحي.
قدم كينان في العام نفسه دور «عامر» الشهير من خلال المسلسل التركي «ندى العمر» بجانب مجموعة من النجوم منهم النجم أوزجان دينيز، والنجمة فيلدان أطاسيفار، والفنانة القديرة خديجة أصلان، وقد أُعتُبِرَ ذلك المسلسل نقطة التحول الكبرى في حياة كنان المهنية والشخصية على حد السواء.
أشتهر كنان إيجى منذ ذلك الحين، وطوال تلك السنوات بالعلاقة العاطفية المثيرة للجدل التي تربطه حتى الآن بالممثلة القديرة خديجة أصلان والتي تكبره بتسعة عشر عامًا. وعلى الرغم من فارق العمر بينهما، وبالرغم من حدوث بعض الخلافات وتردد أنباء انفصالهما أكثر من مرة من قبل، إلا أنهما عادا ليظهرا سويًا من جديد في الفترة الأخيرة.
شارك النجم كنان إيجى بعد مسلسل ندى العمر في عدّة أعمال ناجحة كان أهمها دوره في الفيلم الكوميدي «صاغ سليم» وكذلك المسلسل الفانتازي الكوميدي «سحر جوليا»، علاوة على دوره في فيلم «لا تنساني» مع النجم التركي «ميرت فيرات»، كذلك فيلم «الرقص مع الثعالب».